# Inmigración turca en Austria
Los turcos en Austria, también conocidos como turcoaustriacos (en alemán: Türken in Österreich; en turco, Avusturya'daki Türkler) son las personas de etnia turca que viven en Austria. Forman el cuarto grupo étnico minoritario más grande del país, después de los serbios, rumanos y alemanes. La mayoría de los turcos austríacos provienen de la República de Turquía; sin embargo, también ha habido una migración turca significativa de otros países que pertenecieron al Imperio otomano, incluidas las comunidades étnicas turcas que llegaron a Austria desde los Balcanes (especialmente desde Bulgaria, Grecia, Kosovo, Macedonia del Norte y Rumania), la isla de Chipre y, más recientemente Irak y Siria.

## Historia

### Migración turca desde la República de Turquía
Los turcos fueron reclutados en Austria como Gastarbeiter (trabajadores invitados) para las industrias de la construcción y la exportación tras un acuerdo con el gobierno turco en 1964. A partir de 1973 se acabó la política de fomento de los trabajadores invitados y se introdujeron leyes de inmigración restrictivas, primero con la Ley de Empleo de Extranjeros de 1975, que fijaba cuotas en los permisos de trabajo, y luego con la Ley de Residencia de 1992, que fijaba cuotas para los permisos de residencia sin derecho a trabajar. En 1997 se estableció un sistema más restrictivo y en 2006 se impusieron límites adicionales.

Desde la década de 1970, los turcos que viven y trabajan en Austria se han centrado en la reunificación familiar y en buscar la ciudadanía austriaca, para lo cual deben haber vivido en Austria durante 10 años.

### Migración turca desde los Balcanes

#### Bulgaria
Inicialmente, los turcos de Bulgaria llegaron a Austria después de huir del apogeo de las políticas de bulgarización a fines de la década de 1980, conocidas como el llamado "Proceso de Renacimiento", cuando el gobernante comunista Todor Zivkov introdujo una campaña de asimilación en la que los turcos se vieron obligados a cambiar sus nombres por nombres búlgaros, seguido de la prohibición del idioma turco y la limpieza étnica. Aproximadamente 1.000 turcos de Bulgaria se refugiaron en Austria, donde desde entonces se han quedado de forma permanente.
La red social de la primera ola de emigración política de búlgaros turcos se convirtió en la base de la migración laboral a Europa Occidental después del colapso del régimen totalitario en Bulgaria a fines de 1989. Por lo tanto, la preservación del parentesco ha abierto una oportunidad para que muchos turcos de Bulgaria continúen emigrando a Europa occidental, especialmente a Austria, Alemania y Suecia.
Más recientemente, una vez que Bulgaria se convirtió en miembro de la Unión Europea durante la ampliación de 2007, el número de inmigrantes búlgaros turcos en Austria aumentó aún más debido a sus derechos de libertad de movimiento como ciudadanos de la UE. Así, la emigración búlgaro-turca a Austria en el siglo XXI ha estado dictada por la situación económica y el estancamiento del mercado laboral en Bulgaria.
En la década de 2010, el partido político Movimiento por los Derechos y las Libertades de Bulgaria, dominado por Turquía, ha movilizado a cientos de búlgaros turcos en Austria, Alemania y España.

#### Grecia
La primera migración masiva de la minoría turca de Tracia Occidental (ubicada en Grecia) a Austria comenzó en la década de 1960 y se intensificó aún más entre 1970 y 2010 debido a razones políticas y económicas. En general, estos inmigrantes tenían la intención de regresar a Grecia después de trabajar durante varios años; sin embargo, el gobierno griego utilizó el artículo 19 de la Constitución griega de 1955 para despojar a los miembros de la minoría turca que vivían en el extranjero de su ciudadanía griega. Según el artículo 19 de la Constitución griega:

Se puede declarar que una persona de origen étnico no griego que abandona Grecia sin intención de regresar habrá perdido la nacionalidad griega.

Un informe publicado por Human Rights Watch en 1990 confirmó que:

Según el artículo 19, los turcos étnicos pueden ser despojados de su ciudadanía por decreto administrativo, sin audiencia. Según el Informe de país de 1989 del Departamento de Estado de los Estados Unidos, según la ley griega no puede haber revisión judicial y no existe un derecho efectivo de apelación.

En consecuencia, muchos turcos étnicos se vieron obligados a permanecer en los países de Europa occidental en los que se habían asentado, lo que, a su vez, también estableció a la comunidad turca de tracia occidental en Austria.
Más recientemente, la segunda ola de migración masiva de turcos étnicos desde Grecia ha sido significativamente mayor en número, aunque ocurrió solo dentro de ocho años, entre 2010 y 2018, debido a la crisis de la deuda del gobierno griego.

#### Kosovo
Inicialmente, los turcokosovares llegaron a Austria cuando Kosovo aún formaba parte de Yugoslavia. La minoría étnica turca se unió a otros ciudadanos yugoslavos (es decir, albaneses, bosnios, serbios, etc.) en la migración como "trabajadores invitados" en las décadas de 1960 y 1970 y luego también trajeron a sus familiares a Austria. Más recientemente, los turcos de Kosovo también han llegado como refugiados durante la guerra de Kosovo (1998-1999). La comunidad turcokosovar en Austria ha estado activa en el cabildeo para la apertura de más escuelas turcas en los Balcanes.

#### Macedonia del norte
Los turcomacedonios comenzaron a llegar a Austria como "trabajadores invitados" en las décadas de 1960 y 1970 junto con otros ciudadanos de Yugoslavia. Desde que Macedonia del Norte obtuvo su independencia en 1991, los turcos étnicos han seguido migrando a Austria. En 2021, Furkan Çako, exministro macedonio y miembro del Consejo de Seguridad, instó a los turcomacedonios que viven en Austria a participar en el censo de Macedonia del Norte de 2021.

#### Rumania
Desde principios del siglo XXI, ha habido una disminución significativa en la población del grupo minoritario turcorumano debido a la admisión de Rumania en la Unión Europea y la posterior relajación de las normas de viaje y migración. Por lo tanto, los turcorumanos, especialmente de la región de Dobruja, se han unido a otros ciudadanos rumanos (rumanos étnicos, tártaros, etc.) para emigrar principalmente a Alemania, Austria, Italia, España y el Reino Unido.

### Migración turca desde el Levante

#### Chipre
La mayoría de los turcochipriotas abandonaron la isla de Chipre por motivos económicos y políticos en el siglo XX. Tradicionalmente, la mayoría de los que emigraron a Europa occidental se establecieron en el Reino Unido, Alemania, Francia, los Países Bajos y Austria. La mayoría de los turcochipriotas en Austria llegaron después de 1974, tras el golpe de Estado de la junta militar griega y luego la invasión turca reaccionaria de la isla. Más recientemente, con la ampliación de la Unión Europea en 2004, los turcochipriotas han tenido derechos de libertad de movimiento para vivir y trabajar en toda la Unión Europea, incluso en Austria, como ciudadanos de la UE.
Chipre del Norte brinda asistencia a sus residentes turcochipriotas que viven en Austria a través de la Oficina de Representación de TRNC ubicada en Gaming; además, la oficina promueve las relaciones amistosas entre Chipre del Norte y Austria, así como las relaciones económicas y culturales.

#### Siria
Miles de turcos sirios, junto con árabes étnicos, kurdos sirios y otros grupos minoritarios en Siria, que huían de la guerra civil siria, llegaron a Austria durante la crisis migratoria europea de 2014-19 como refugiados sirios. Esta migración masiva se aceleró el 4 de septiembre de 2015, cuando el canciller Werner Faymann de Austria, junto con la canciller Angela Merkel de Alemania, anunció que se permitiría a los inmigrantes cruzar la frontera de Hungría a Austria y Alemania.

## Población

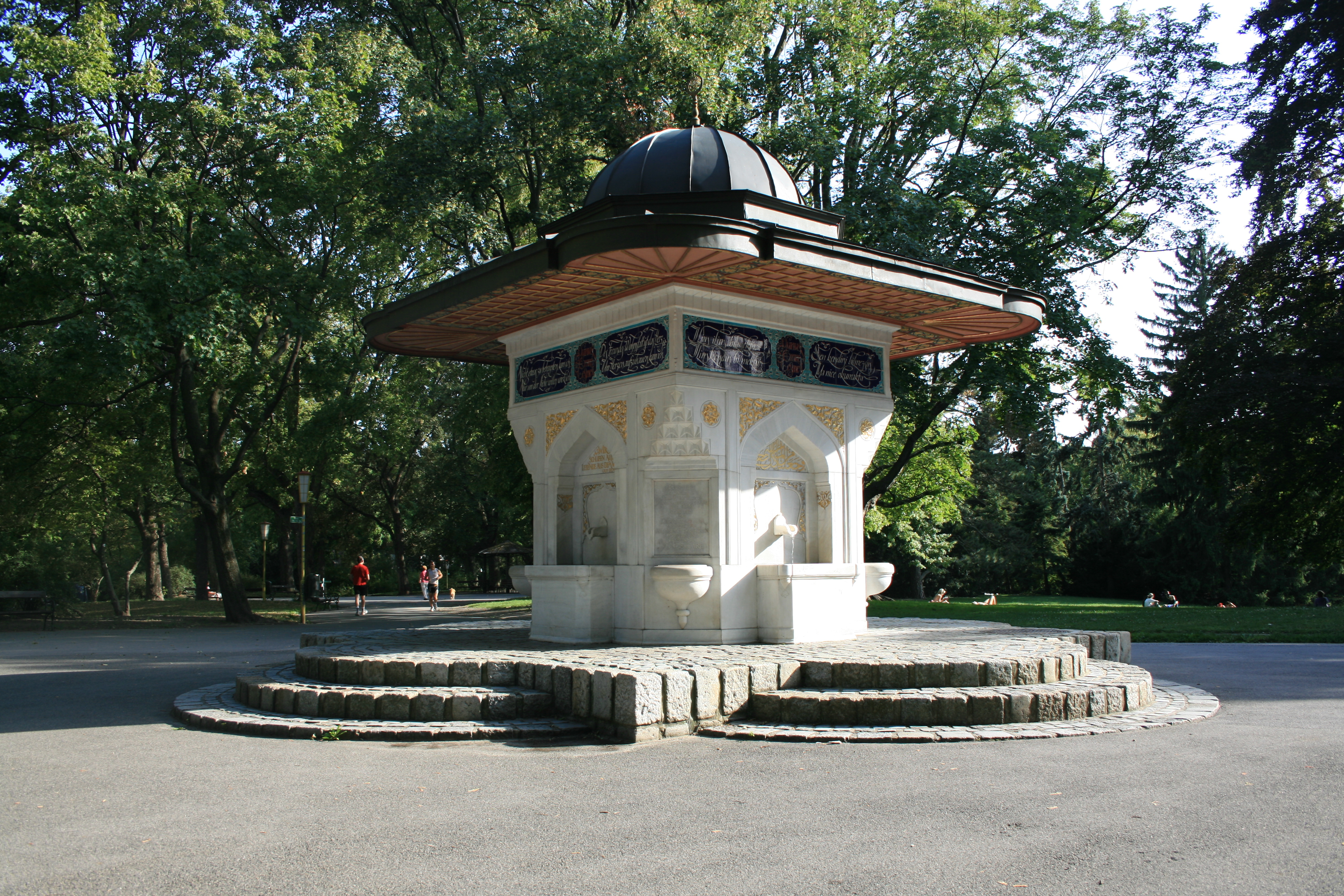
La fuente Yunus-Emre, ubicada en el Türkenschanzpark ("Parque de atrincheramiento turco") en Viena, fue regalado a Austria por la República de Turquía en 1991.

La comunidad turca austríaca está formada por personas de etnia turca que han emigrado de Turquía y sus descendientes nacidos en Austria, así como comunidades de etnia turca originarias de los Balcanes (especialmente de Bulgaria, Grecia y Rumania ) y el Levante (principalmente de Chipre y Siria). En consecuencia, las estadísticas oficiales publicadas por el estado austriaco no brindan un fiel reflejo de las personas que se identifican total o parcialmente como turcas porque los ciudadanos en Austria no tienen la oportunidad de declarar su origen étnico en los censos oficiales.
En 2010 Ariel Muzicant dijo que los turcos en Austria ya eran 400.000. Un informe de la Iniciativa Minderheiten sugería una cifra inferior a 360.000 personas de origen turco en 2011, lo que también hizo eco en el exministro de Asuntos Exteriores de Austria y el canciller de Austria, Sebastian Kurz. Otra estimación del ex eurodiputado austríaco, Andreas Mölzer, ha afirmado que hay 500.000 turcos en el país. Del mismo modo, un informe de The Guardian en 2011 decía que la comunidad turca en Austria supera en número a los 500.000 turcos británicos. 

### Asentamientos
La comunidad turca austríaca vive en las grandes ciudades como Viena y Salzburgo. Además, hay grandes comunidades en pueblos más pequeños; por ejemplo, en la ciudad comercial de Telfs, la comunidad turca forma aproximadamente el 20% de la población.

## Gente notable

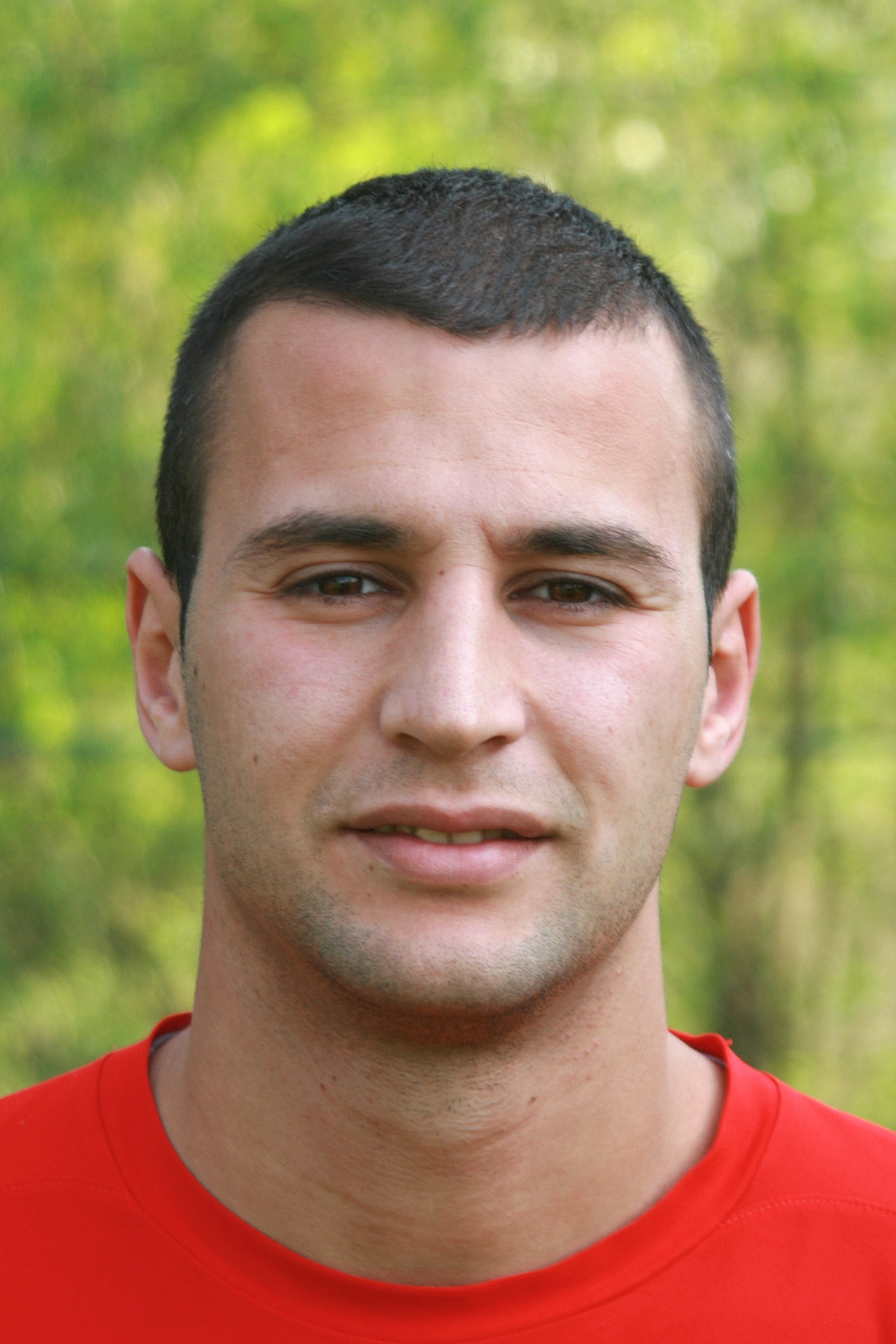
Cem Atan, futbolista
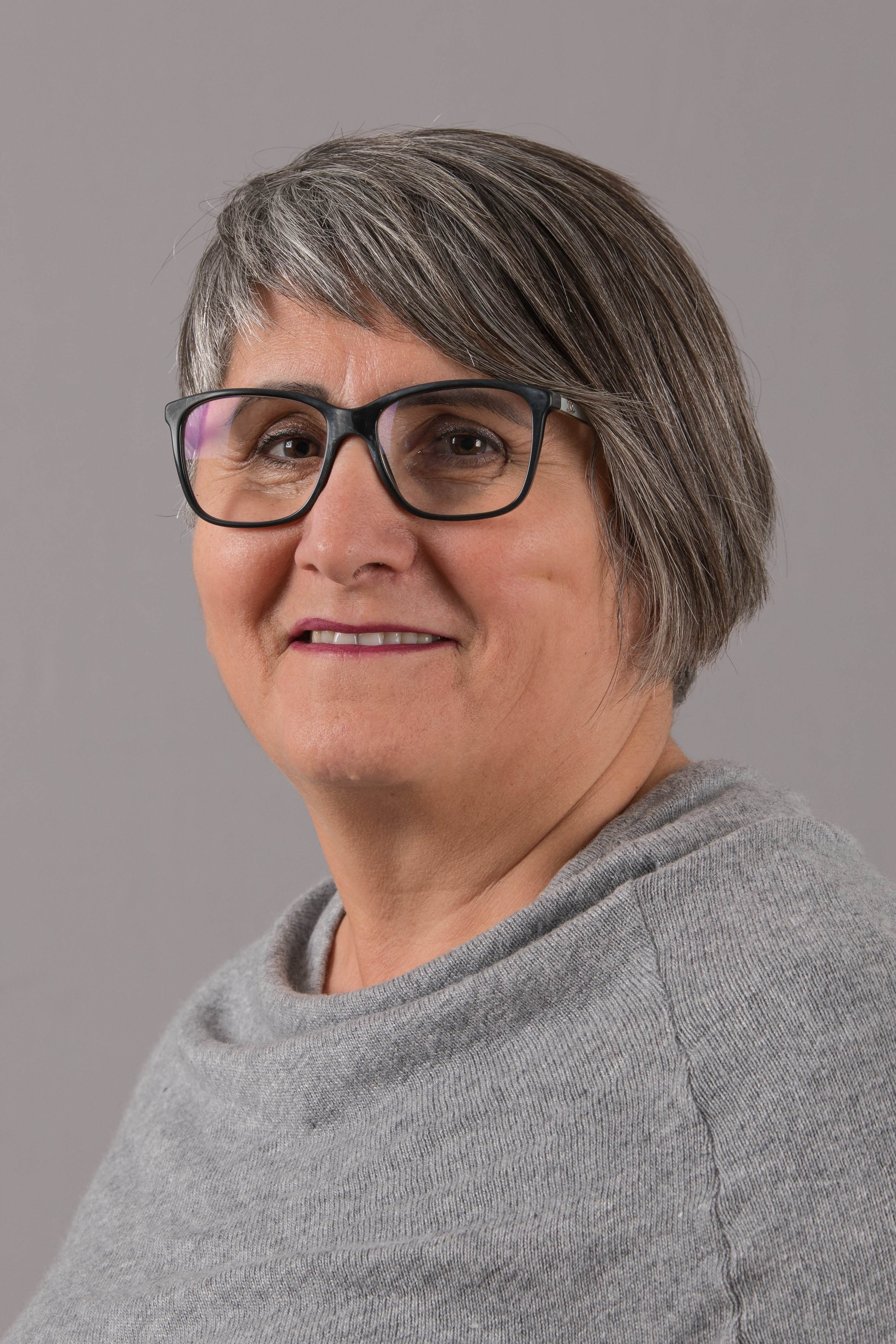
Vahide Aydın, política
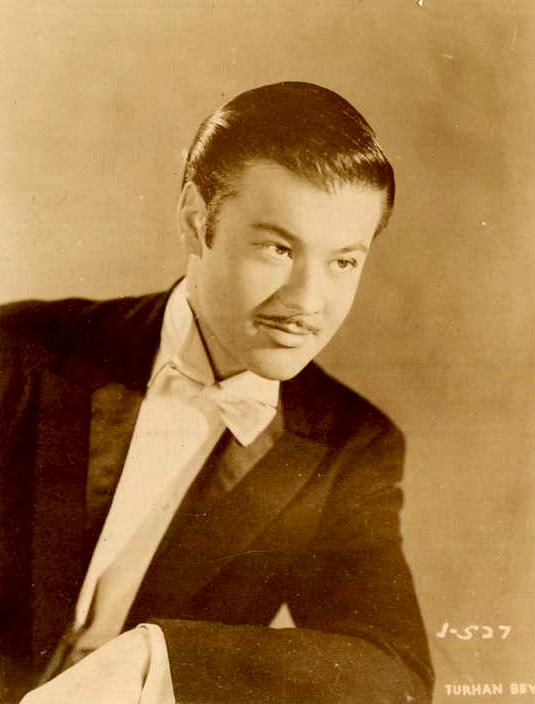
Turhan Bey, actor
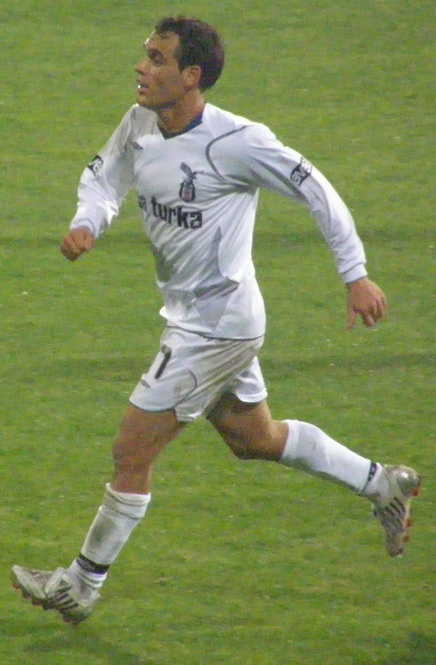
Ekrem Dağ, futbolista
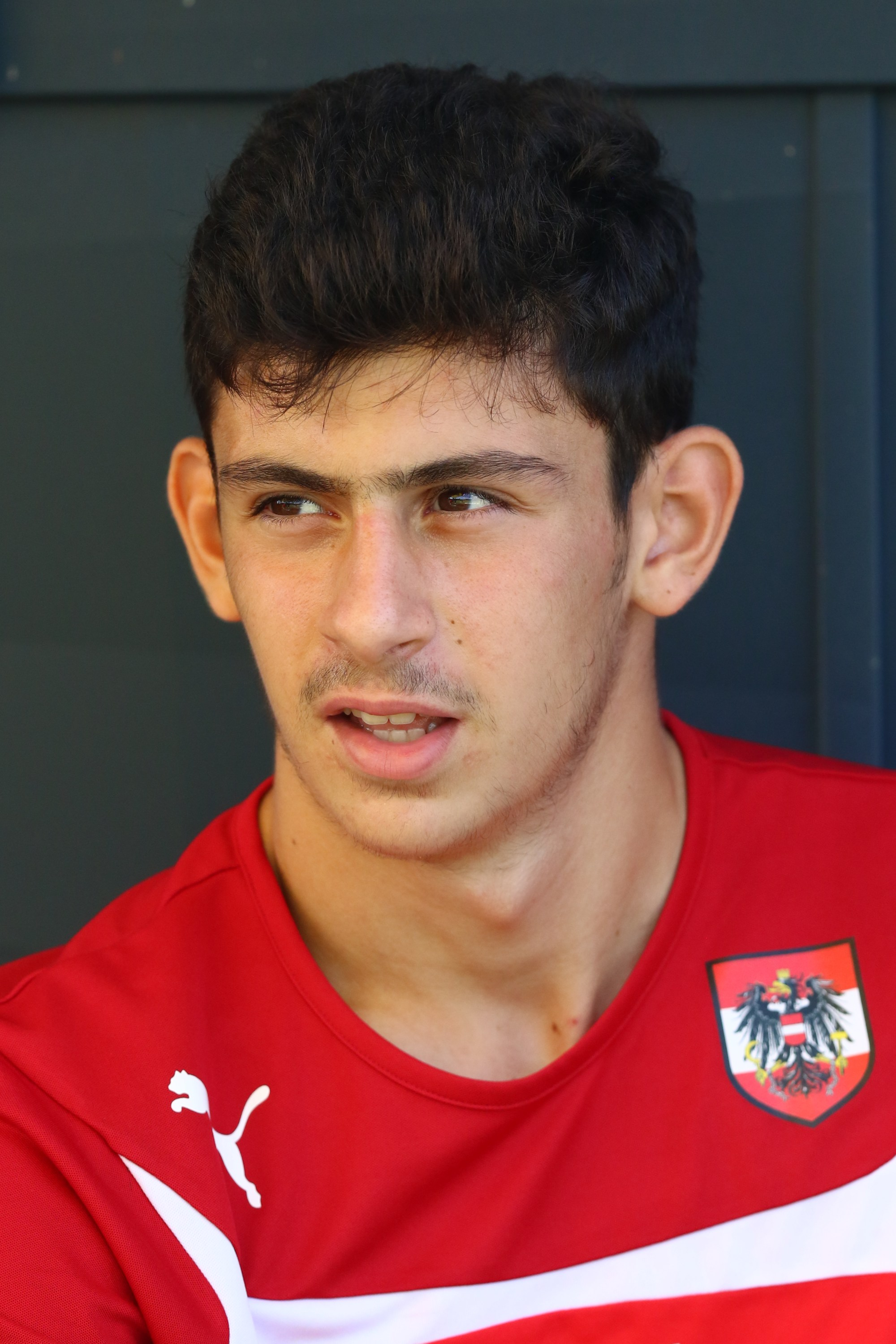
Yusuf Demir, futbolista
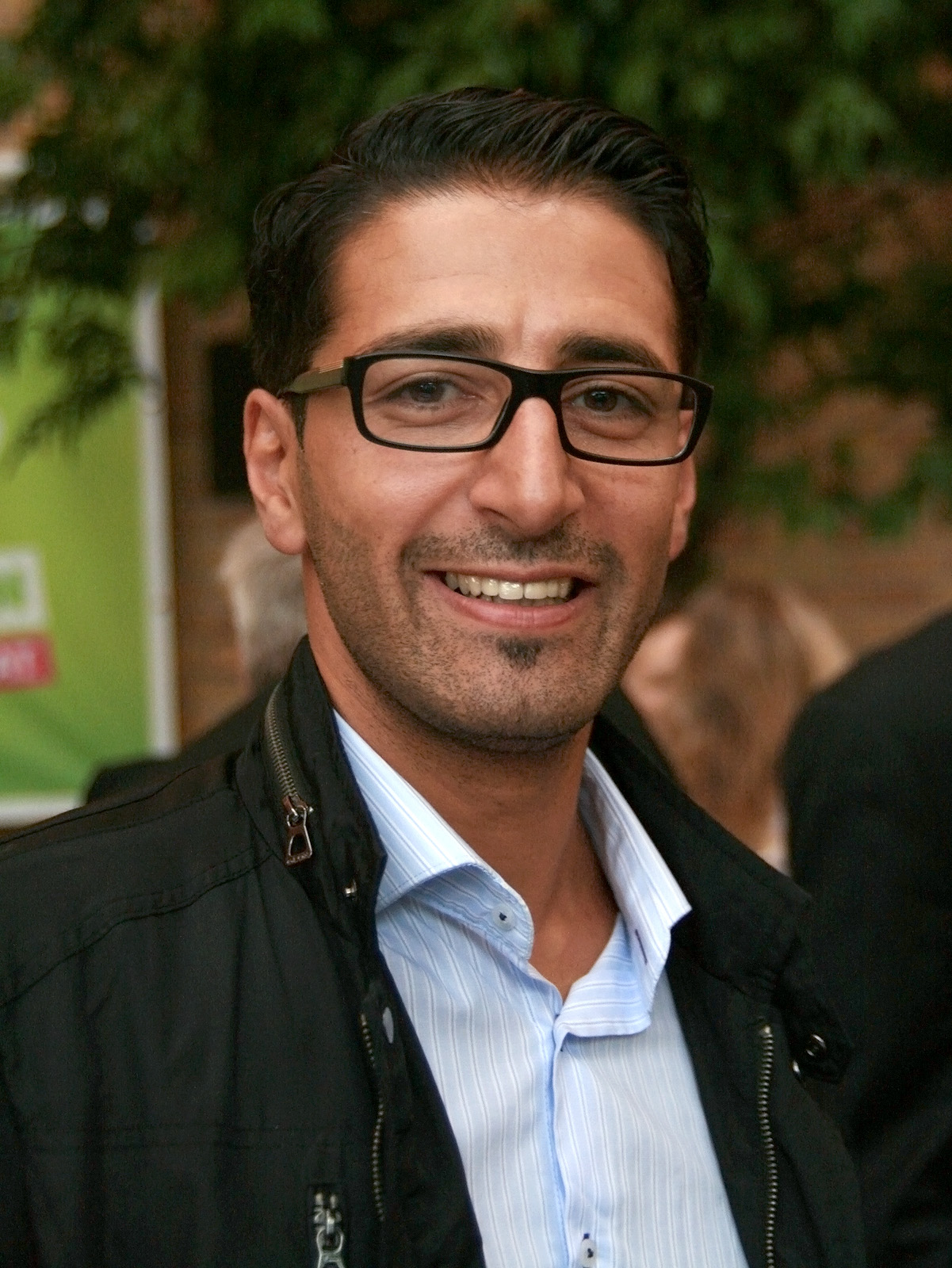
Efgani Dönmez, político
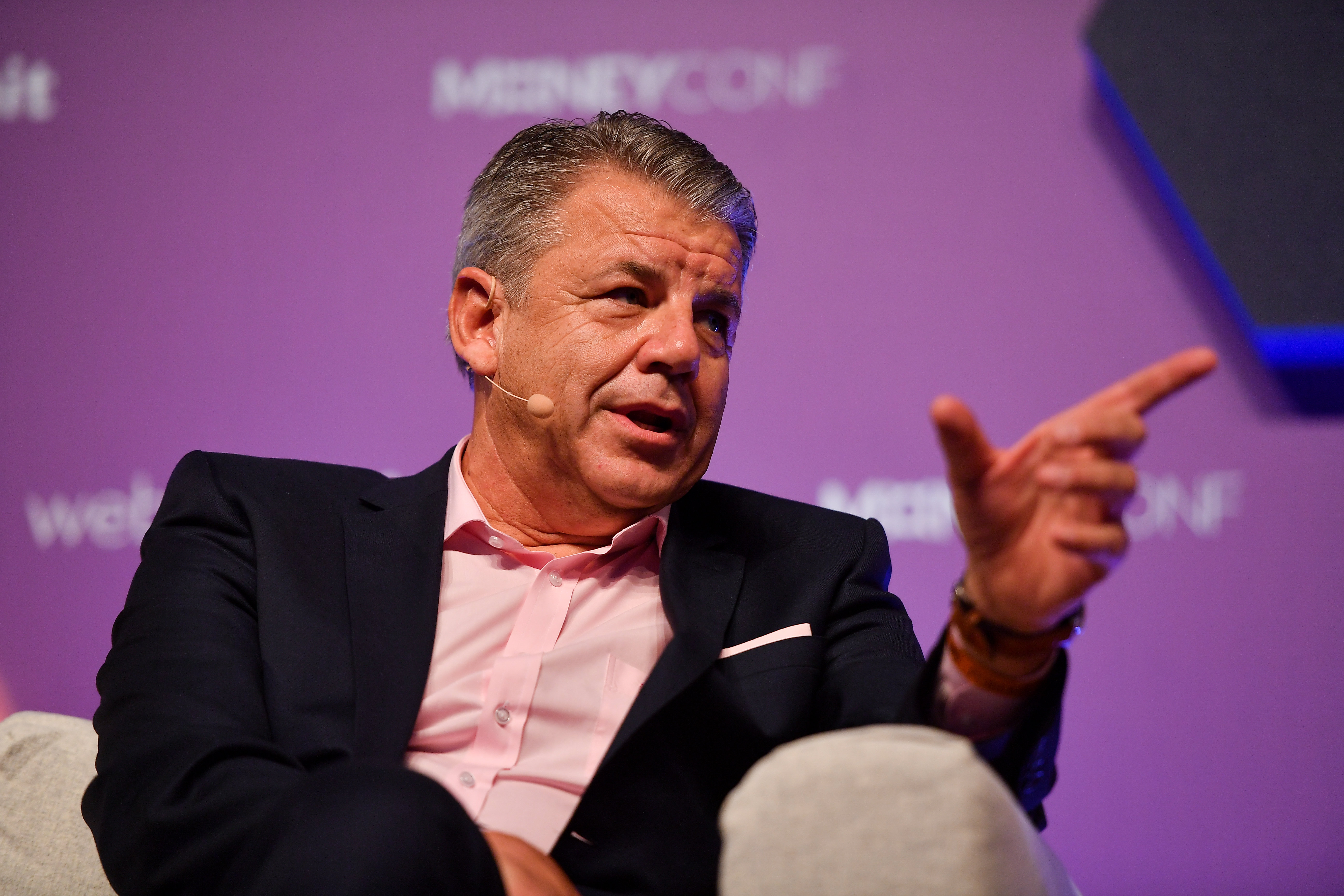
Hikmet Ersek, director ejecutivo de Western Union
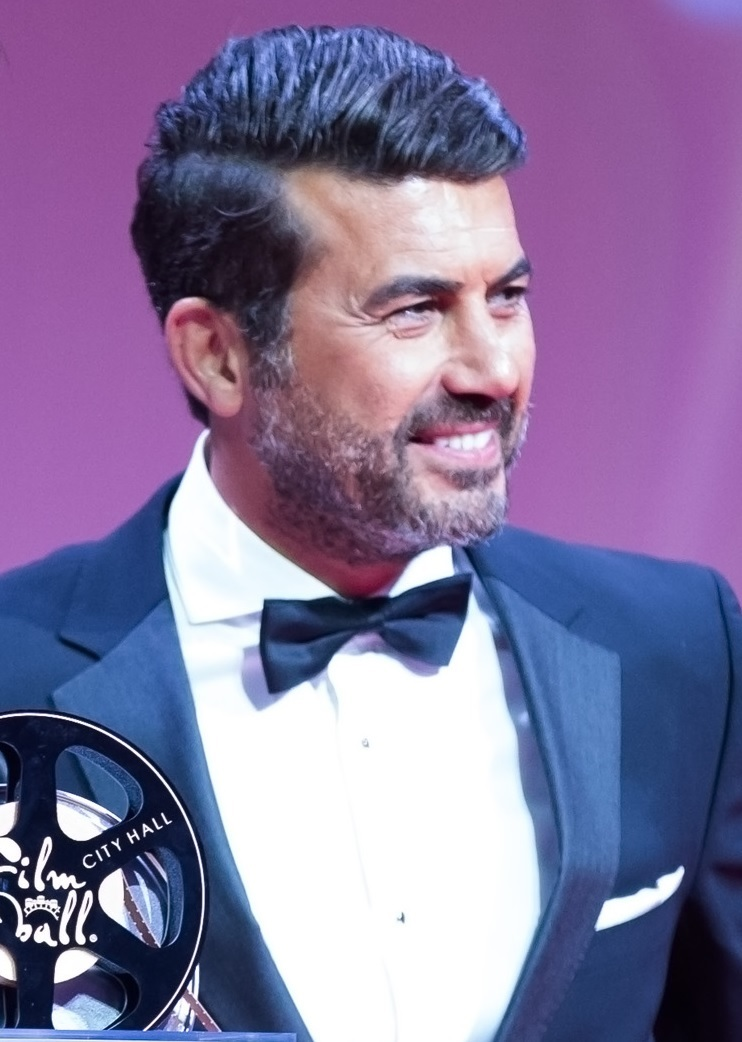
Oğuz Galeli, actor
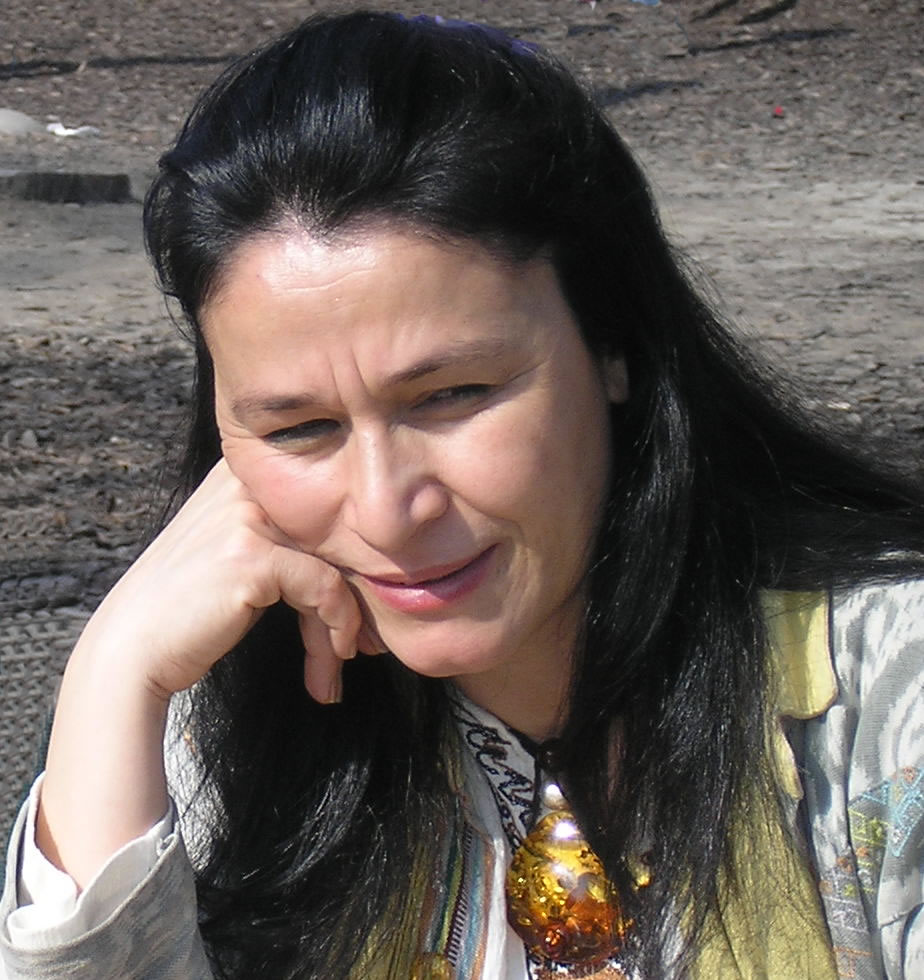
Emel Heinreich, actriz, autora y directora de cine
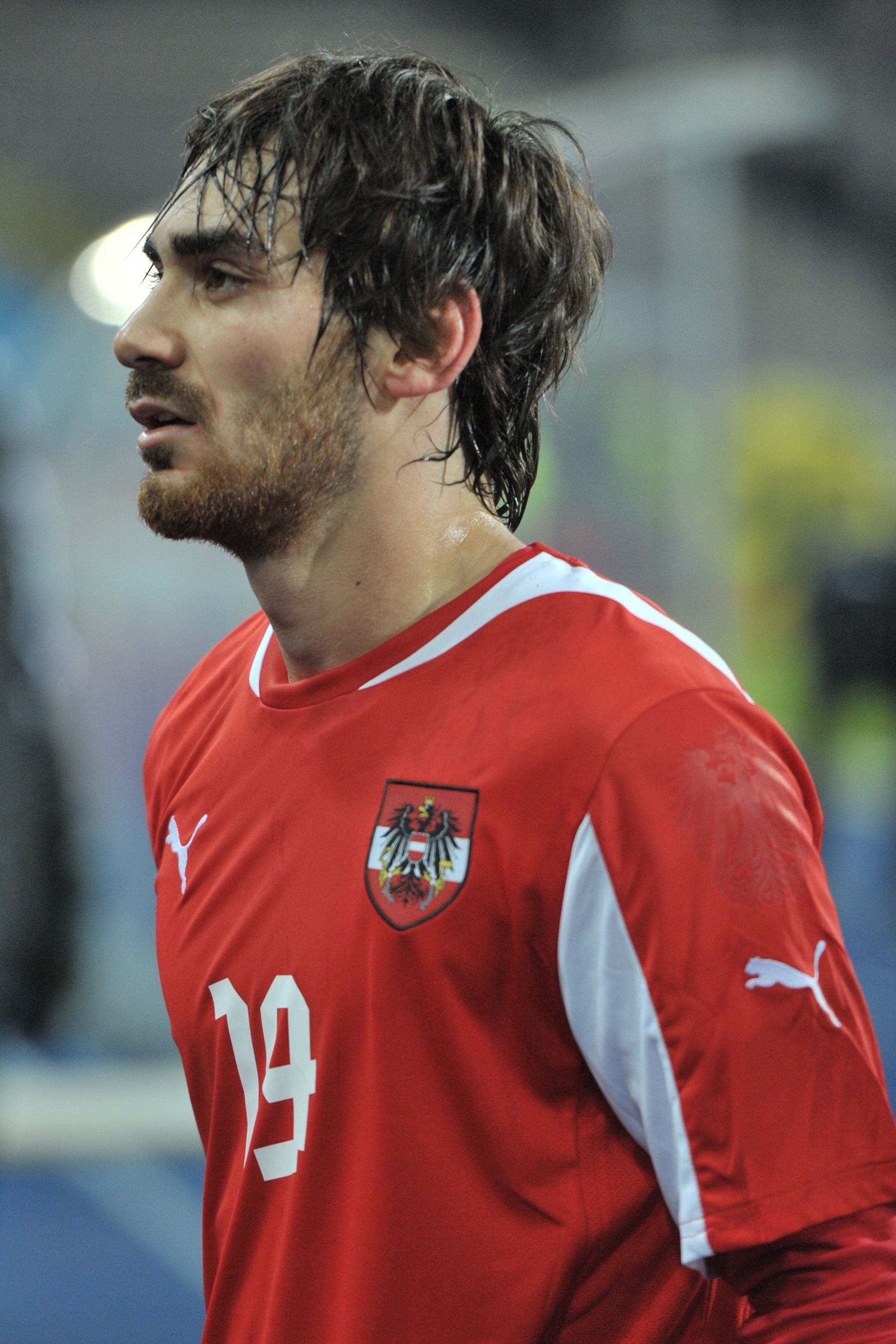
Veli Kavlak, futbolista
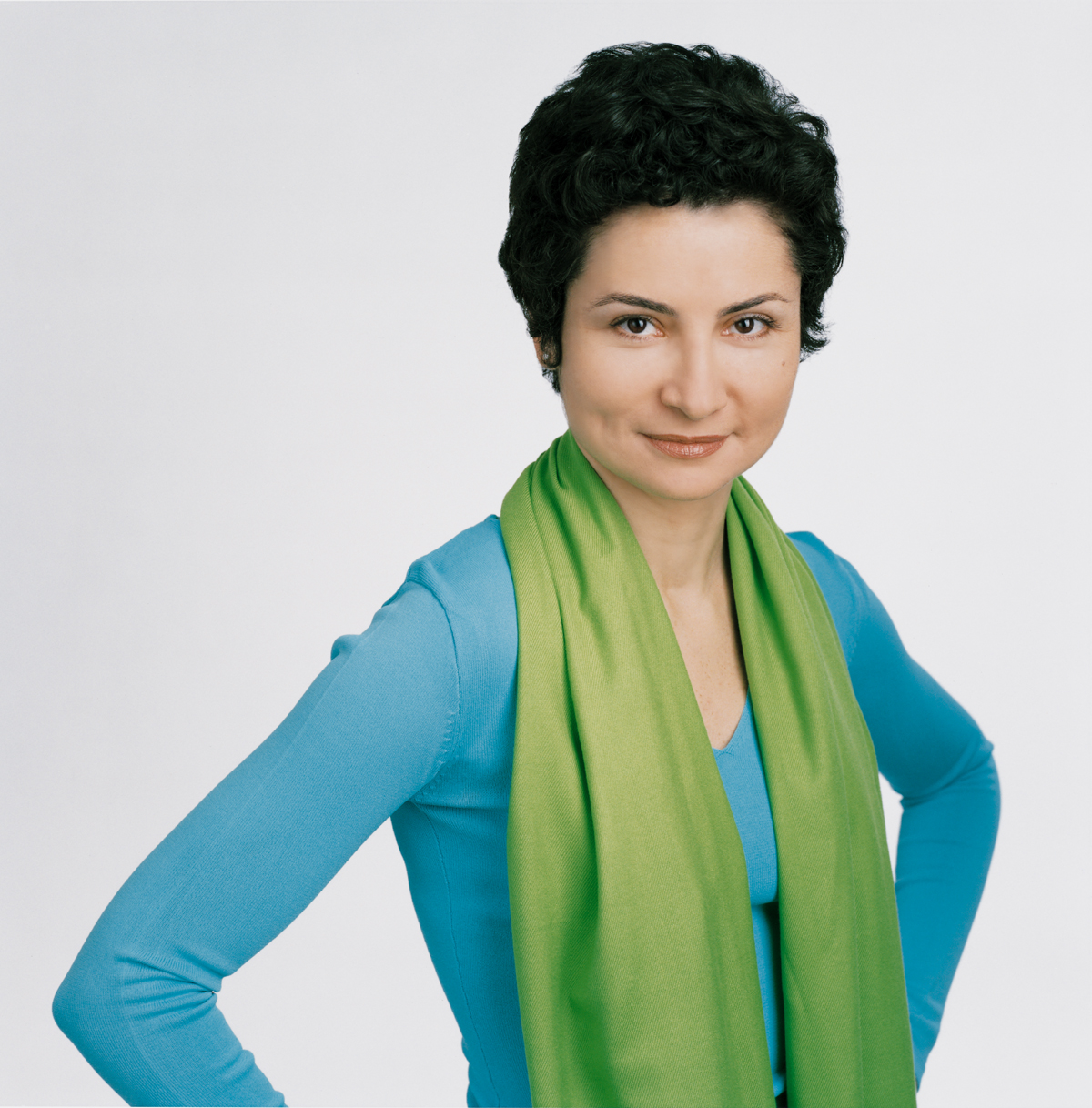
Alev Korun, política
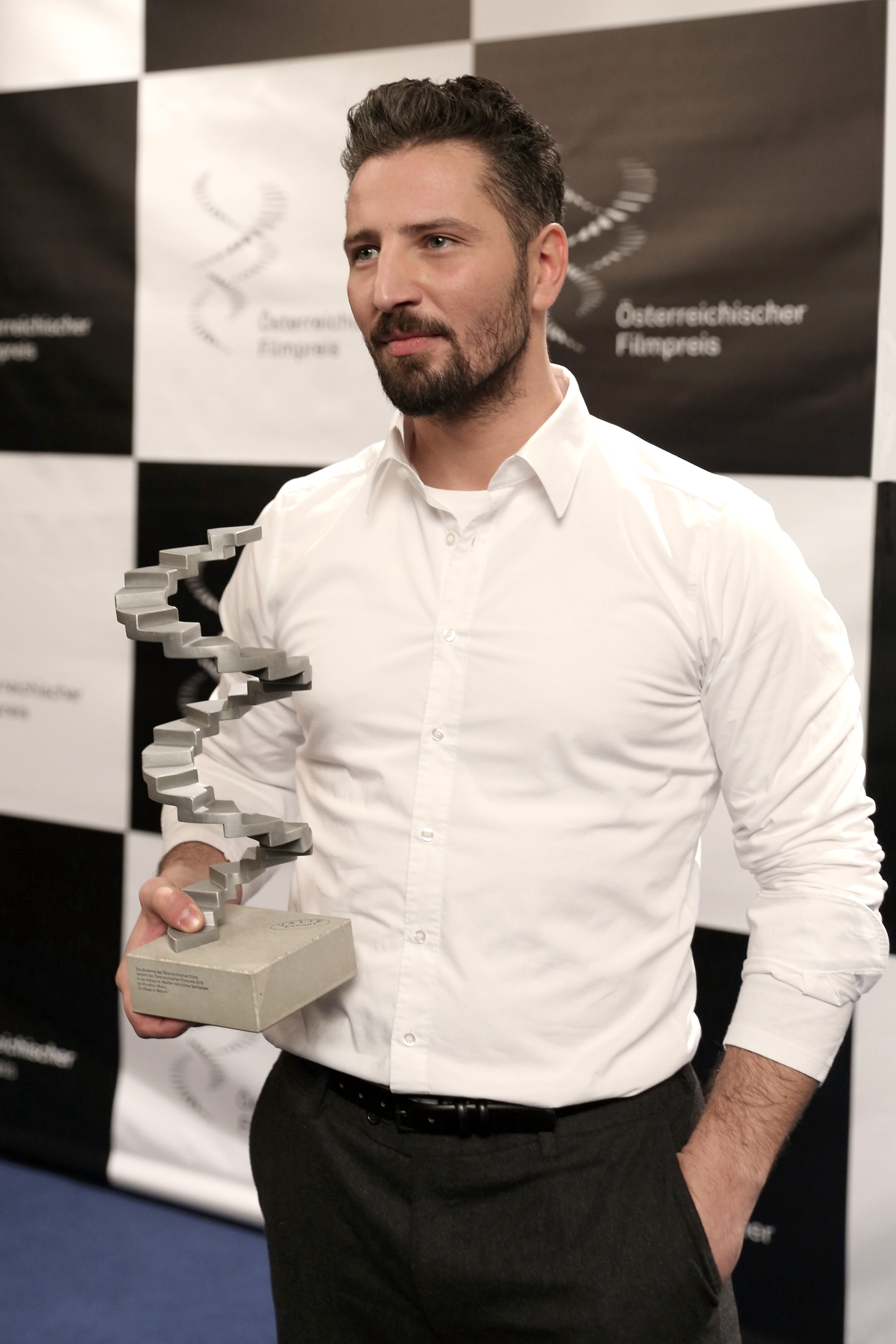
Murathan Muslu, actor
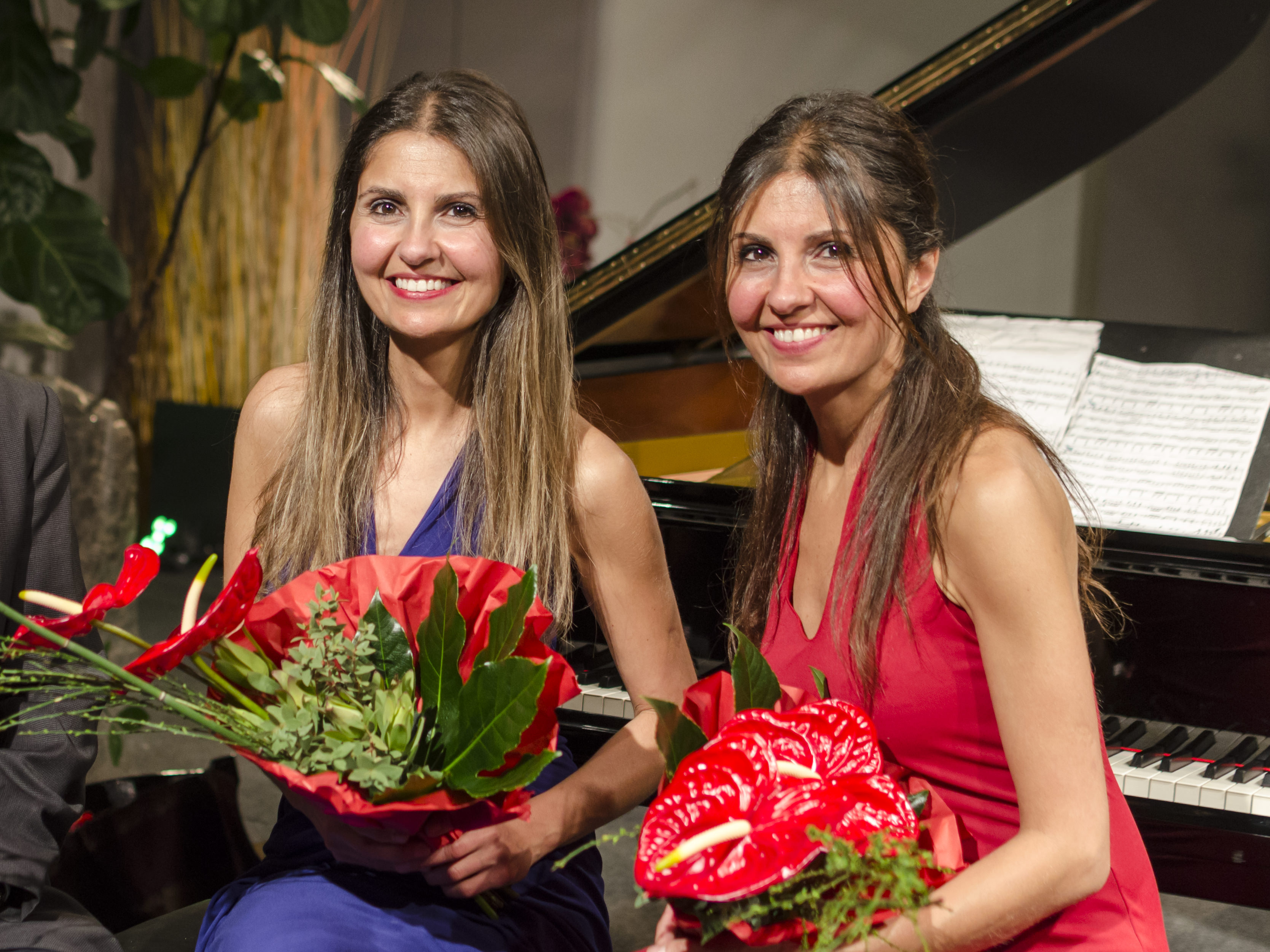
Ferhan y Ferzan Önder, pianistas
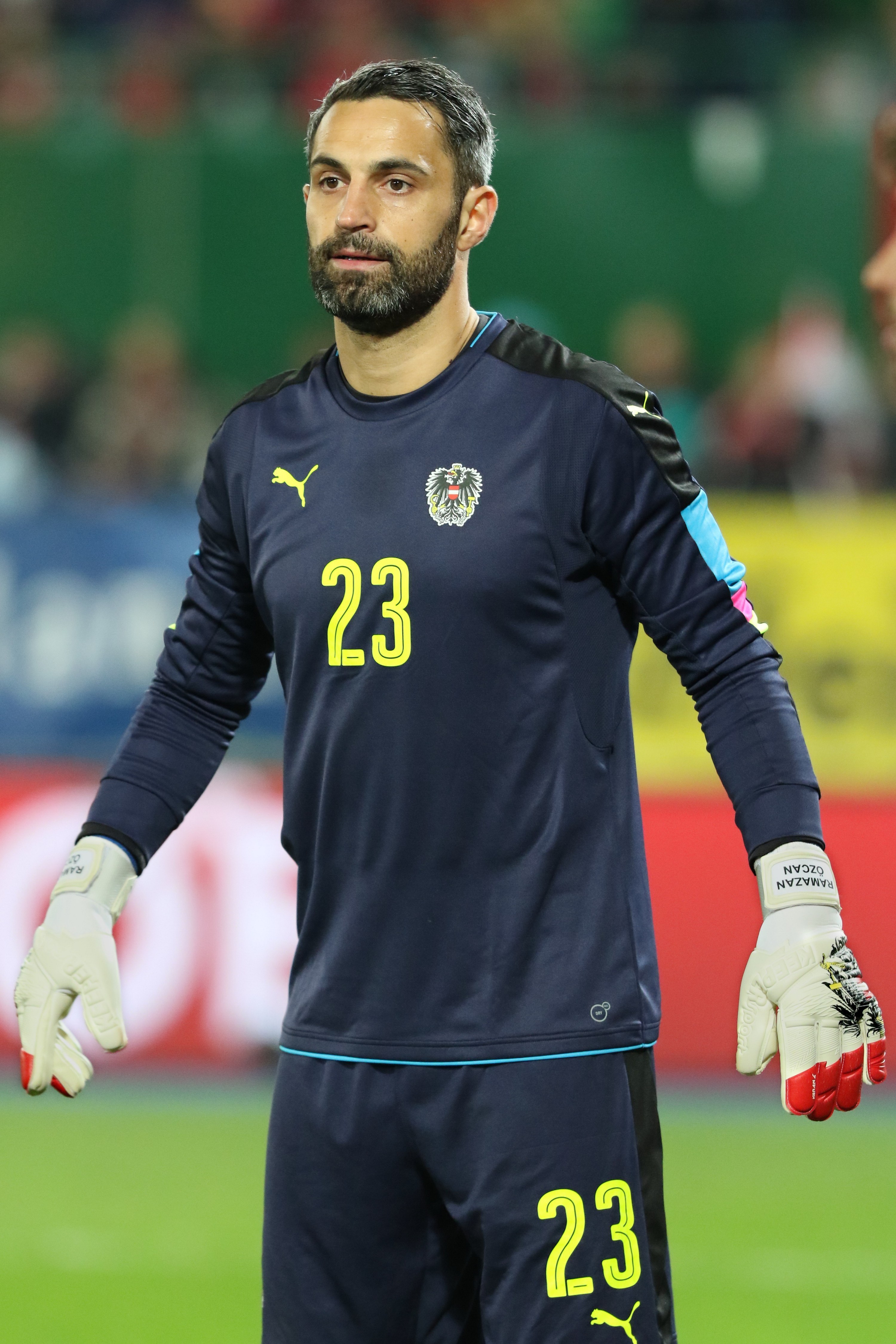
Ramazan Özcan, futbolista
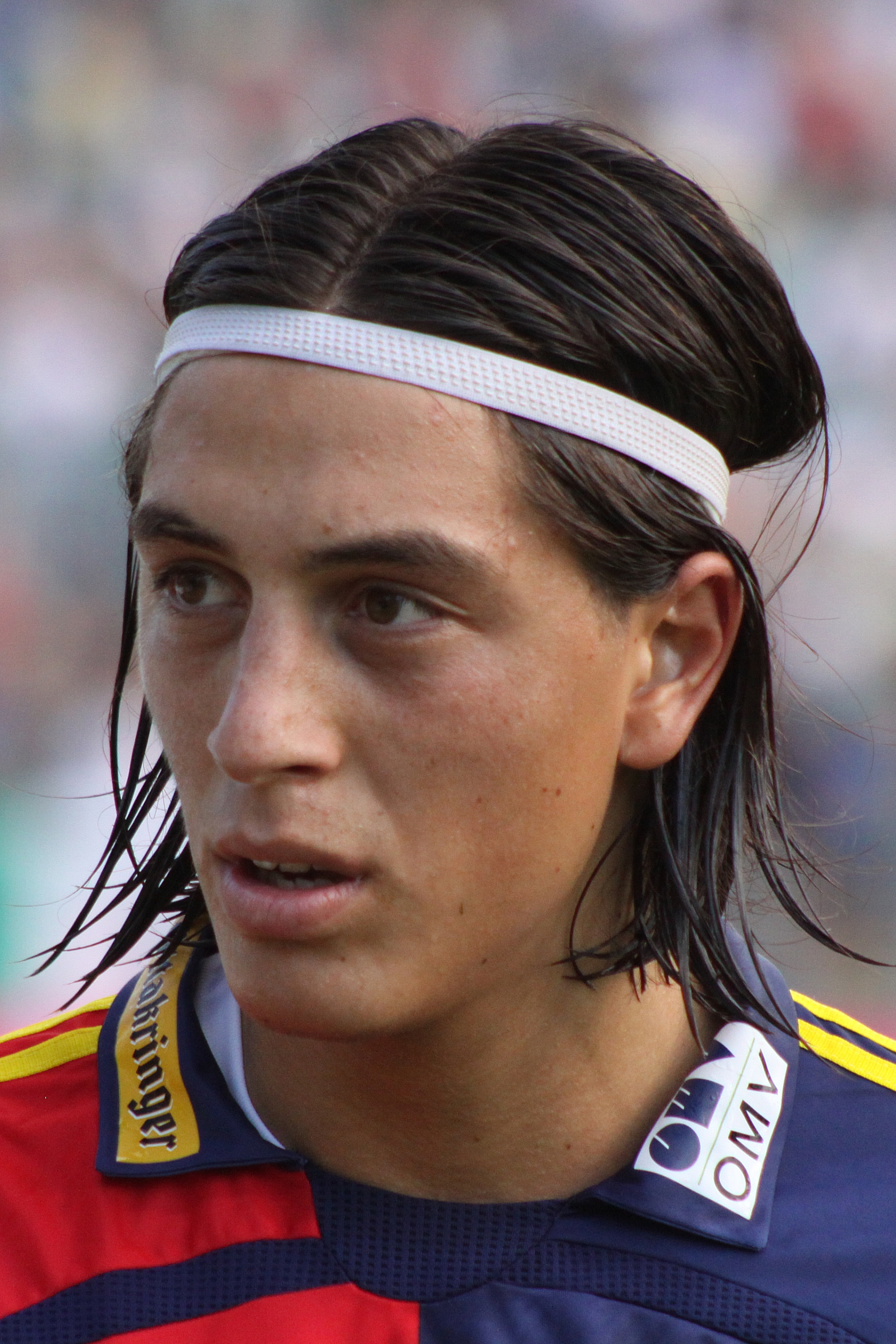
Yasin Pehlivan, futbolista
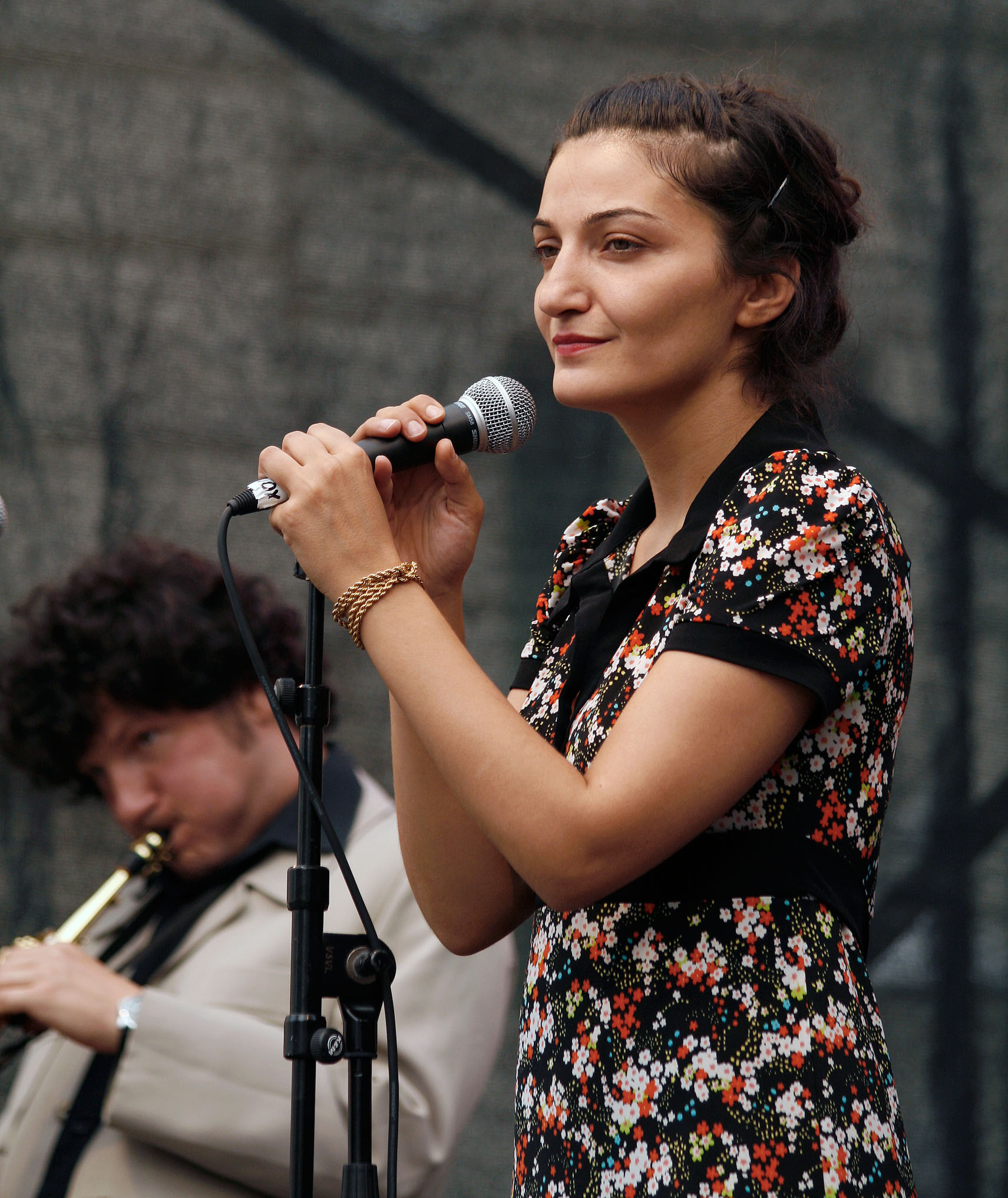
Fatima Spar, Jazzista
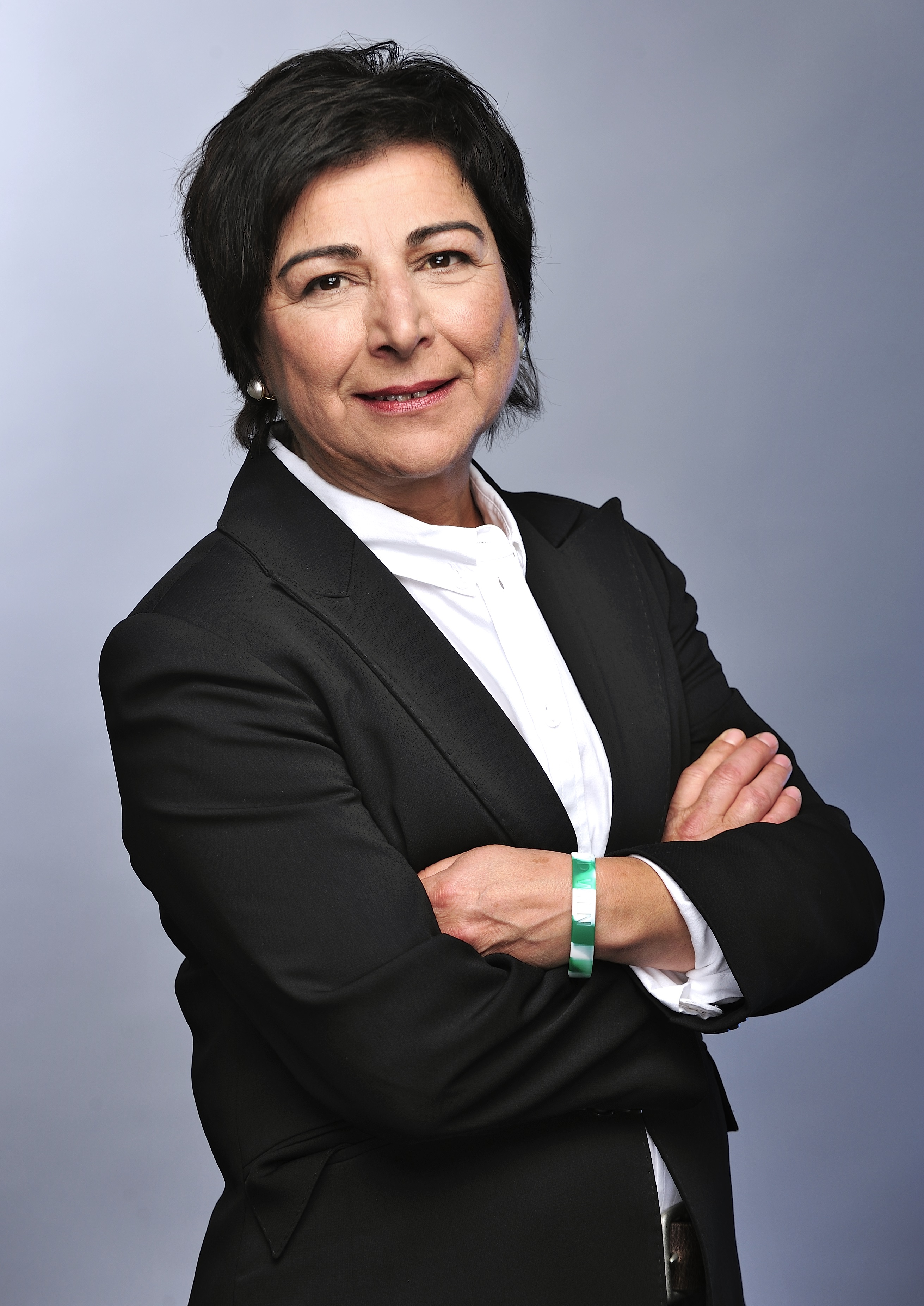
Nurten Yılmaz, política
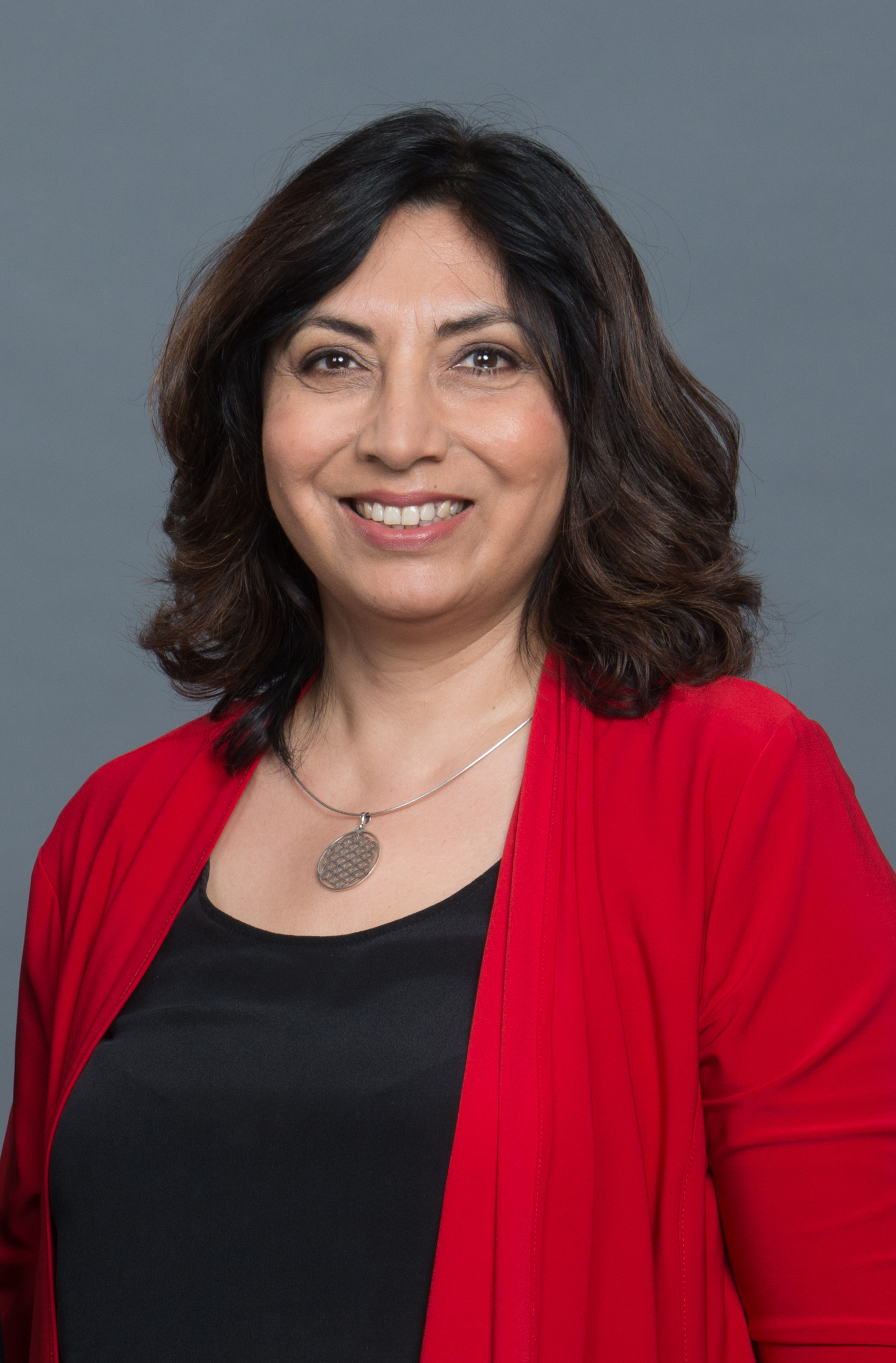
Selma Yildirim, política

## Otras lecturas
- Kroissenbrunner, Sabine (Julio de 2003), «Islam and Muslim Immigrants in Austria: Socio-Political Networks and Muslim Leadership of Turkish Immigrants», Immigrants and Minorities 22 (2–3): 188-207, doi:10.1080/0261928042000244826..
- Wets, Joha (Marzo de 2006), «The Turkish Community in Austria and Belgium: The Challenge of Integration», Turkish Studies 7 (1): 85-100, doi:10.1080/14683840500520600..